# لانگنور، استافوردشر
لانگنور (به انگلیسی: Longnor) یک روستا و محله مدنی در بریتانیا است که در استافوردشر مورلندز واقع شده‌است. لانگنور ۳۳۴ نفر جمعیت دارد.